# Fernando de Higueras
Pour les articles homonymes, voir Higueras (homonymie).
Fernando de Higueras, né à Madrid en 1930 et mort le 30 janvier 2008 est un architecte espagnol.

## Biographie
Fernando de Higueras Díaz est né à Madrid en 1930 et obtient son diplôme d'architecte à l'École technique supérieure d'architecture de Madrid en 1959. Sa promotion est caractérisée par une distance au mouvement rationaliste et sa proximité du courant organiciste qui prend pour référence l'œuvre de Frank Lloyd Wright.
En 1969, il acquiert une grande notoriété internationale avec son projet de l'immeuble polyvalent de Monte-Carlo, et il est un architecte important et influent de l'Espagne moderne.
Il est un grand amateur de musique, de peinture et de photographie, domaines artistiques dans lesquelles il a également excellé. L'originalité et la force créatrice de Higueras représentent, dans le paysage architectural espagnol, l'une des conjonctions les plus singulières de la rigueur constructive en l'adaptant au milieu physique et naturel et la prise en compte de l'architecture populaire dans des approches contemporaines.
Ses solutions structurales simples et spectaculaires ainsi que ses voûtes cloisonnées (bóvedas tabicadas) ont influencé
fortement les architectes postérieurs. La richesse de l'œuvre de Higueras représente une continuité architecturale en Espagne avec le constructivisme russe, dans la meilleure tradition des constructions de Wright, de telle sorte qu'il peut être considéré comme l'un des précurseurs de l'informalité dans l'architecture.
Il meurt dans sa ville natale, le 30 janvier 2008, à l'âge de 77 ans.

### Sources et bibliographie
- (es) « Fondo Fernando Higueras (FH). Sinopsis biográfica », sur www.coam.org, mars 2001 (consulté le 11 octobre 2013)
- (es) Justo Isasi, « Fernando Higueras, un innovador de la arquitectura española », El País,‎ 31 janvier 2008 (lire en ligne)